# Utajärvi (sjö i Utajärvi, Norra Österbotten)
Utajärvi eller Utajärven allas är en sjö i kommunen Utajärvi i landskapet Norra Österbotten i Finland. Arean är 1,13 kvadratkilometer och strandlinjen är 8,07 kilometer lång. Sjön  ingår i Uleälvens huvudavrinningsområde.   Den ligger omkring 53 kilometer sydöst om Uleåborg och omkring 510 kilometer norr om Helsingfors. 
I sjön finns öarna Siiransaari, Honkalansaari, Hiltulansaari, Kullesaari, Koskisaari och Lammassaari. Sjön ligger i Utosjoki älv. Nordväst om Utajärvi ligger kommunhuvudorten Utajärvi med Utajärvi kyrka.  